# Kuznetsk

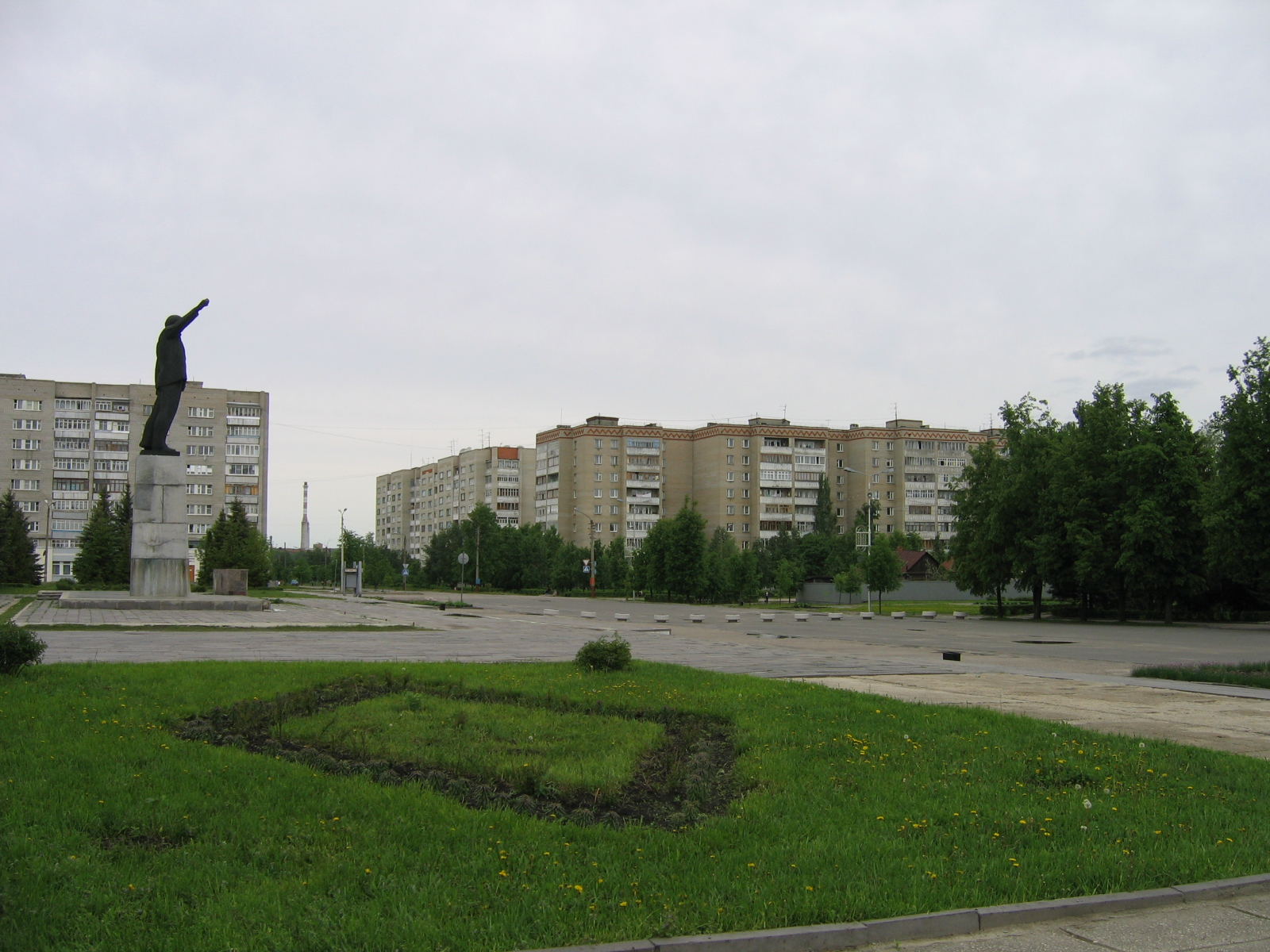
Quảng trường trung tâm Kuznetsk

Kuznetsk (tiếng Nga: Кузнецк) là một thành phố Nga. Thành phố này thuộc chủ thể Penza Oblast. Dân số: 88.839 (Điều tra dân số 2010); 92.050 (Điều tra dân số 2002); 98.588 (Điều tra dân số năm 1989).

## Thành phố kết nghĩa
- Gyula, Hungary (1970)
- Dimitrovgrad, Nga (1972)